# Haven (Kamelot)
Haven è l'undicesimo album in studio dei Kamelot, il secondo con Tommy Karevik al microfono. Si tratta anche del quarto concept album della band.
L'album presenta un power metal con influenze progressive metal, symphonic metal e, in alcune canzoni, derivate dalla musica elettronica, dal metal estremo e dalla musica orientale. Rispetto al precedente Silverthorn, i ritmi sono generalmente più veloci e Tommy Karevik utilizza di più la sua vera voce (sullo stile di Mercy Falls dei Seventh Wonder), pur continuando spesso a seguire la scia di Roy Khan.

## Tracce
1. Fallen Star – 4:39
2. Insomnia – 4:13
3. Citizen Zero – 5:49
4. Veil of Elysium – 3:54
5. Under Grey Skies (feat. Charlotte Wessels e Troy Donockley) – 4:52
6. My Therapy – 4:26
7. Ecclesia – 0:54
8. End of Innocence – 3:49
9. Beautiful Apocalypse – 4:25
10. Liar Liar (Wasterland Monarchy) (feat. Alissa White-Gluz) – 5:54
11. Here's to the Fall – 4:04
12. Revolution (feat. Alissa White-Gluz) – 4:49
13. Haven – 2:14

Traccia bonus nella versione giapponese
1. The Ties that Bind – 3:58

Traccia bonus nella versione LP
1. At First Light – 4:58

CD bonus esclusivo – CD2 presente nelle versioni LTD Mediabook and Deluxe Earbook
1. End of Innocence (Piano version) – 3:35
2. Veil of Elysium (Acoustic version) – 3:07
3. Fallen Star (Orchestral version) – 4:52
4. Here's to the Fall (Orchestral version) – 4:05
5. My Therapy (Orchestral version) – 4:22
6. Fallen Star (Instrumental version) – 4:39
7. Insomnia (Instrumental version) – 4:13
8. Citizen Zero (Instrumental version) – 5:49
9. Veil of Elysium (Instrumental version) – 3:54
10. Under Grey Skies (Instrumental version) – 4:52
11. My Therapy (Instrumental version) – 4:26
12. End of Innocence (Instrumental version) – 3:49
13. Beautiful Apocalypse (Instrumental version) – 4:25
14. Liar Liar (Wasterland Monarchy) (Instrumental version) – 5:54
15. Revolution (Instrumental version) – 4:49

## Formazione

### Gruppo
- Tommy Karevik – voce melodica
- Thomas Youngblood – chitarra elettrica, chitarra acustica
- Oliver Palotai - sintetizzatore, pianoforte, arrangiamenti orchestrali
- Sean Tibbetts – basso
- Casey Grillo – batteria

### Altri musicisti
- Alissa White-Gluz (Arch Enemy, ex The Agonist) - voce death, voce melodica
- Troy Donockley (Nightwish) - tin whistle
- Charlotte Wessels (Delain) - voce melodica

### Produzione
- Sascha Paeth - produzione
- Jacob Hansen - missaggio
- Stefan Heilemann - artwork
- Gustavo Sazes - artwork addizionali, layout